# بيدرو هومبيرتو أليند
بيدرو هومبيرتو أليند (بالإسبانية: Pedro Humberto Allende) هو ملحن تشيلي، ولد في 29 يوليو 1885 في سانتياغو في تشيلي، وتوفي بنفس المكان في 17 أغسطس 1959.

## وصلات خارجية
- بيدرو هومبيرتو أليند على موقع ميوزك برينز (الإنجليزية)
- بيدرو هومبيرتو أليند على موقع أول ميوزيك (الإنجليزية)
- بيدرو هومبيرتو أليند على موقع ديسكوغز (الإنجليزية)